# Franciszek Stopa
Franciszek Stopa (ur. 10 czerwca 1899, zm. 24 stycznia 1975) – polski polityk, poseł na Sejm PRL I kadencji.

## Życiorys
Został członkiem Zjednoczonego Stronnictwa Ludowego. Pełnił funkcję zastępcy przewodniczącego prezydium powiatowej rady narodowej w Chełmie. W 1952 uzyskał mandat posła na Sejm PRL I kadencji w okręgu Cheł, w parlamencie pracował w Komisji Gospodarki Komunalnej i Mieszkaniowej. W 1956 został pierwszym po 1945 prezesem ochotniczej straży pożarnej w Chełmie.
Pochowany na cmentarzu komunalnym we Chełmie.